# Kościół Najświętszej Maryi Panny Matki Kościoła i św. Barbary w Bełchatowie
Kościół Najświętszej Maryi Panny Matki Kościoła i świętej Barbary w Bełchatowie – rzymskokatolicki kościół parafialny należący do parafii pod tym samym wezwaniem (dekanat bełchatowski archidiecezji łódzkiej).
Zewnętrzna bryła budowli przypomina namiot – kościół został wzniesiony w stylu współczesnym, zaprojektowany został przez architekta Włodzimierza Alwasiaka. W dniu 24 grudnia 1987 roku odprawiona została pierwsza msza święta. Budowla została konsekrowana w dniu 1 czerwca 1998 roku przez arcybiskupa Władysława Ziółka. Budowa została zakończona w dniu 18 grudnia 2003 roku. Kościół należy do zgromadzenia sercanów.